# Lana Rhoades
Lana Rhoades, valódi nevén Amara Maple (Chicago, 1996. szeptember 6. –) amerikai pornószínésznő.

## Élete
Lana Rhoades a pornóipar számos ismert produkciós vállalatánál dolgozott, köztük a Evil Angel, a Jules Jordan Video, a Tushy, az Elegant Angel, a Brazzers, a Marc Dorcel Video és a HardX. A Penthouse magazin amerikai kiadásában volt "A hónap kedvence" 2016. augusztusban.
2017 januárjában Lana Rhoades elnyerte a "Legforróbb új felhasználó" közönségdíját az XBIZ Awardson, a "Legjobb új csillag" kategóriában és az AVN Awardson. 2017 márciusában Los Angelesbe költözött.
2018-ban elnyerte az AVN Awards díjas rendezvényén a Las Vegas-i Felnőtt szórakoztató kiállításon a "Legjobb anális szex jelenet" kategóriában az "Anális Savages # 3" ( Jules Jordan Video, 2017) mellett Markus Dupree mellett.
2016 áprilisától augusztusáig Lana Rhoades szerződést kötött a Spieglergirls ügynökséggel, 2017. január és október eleje között az LA Direct Models képviselte. Azóta nem áll kapcsolatban velük.
2018 tavaszán Lana Rhoades bejelentette, hogy a továbbiakban nem lesz elérhető kereskedelmi pornó produkciókban, azért hogy az önálló tartalomra összpontosítson. 2018 júniusában visszaköltözött Los Angelesből Chicagóba.
2020 januárjában a Twitter segítségével bejelentette, hogy visszatér a szakmába. Saját nyilatkozata szerint egy szerződést írt alá a Brazzers pornó weboldallal 2020 első felére, hogy havonta két pornófilmet készítsen. A 2020 márciusában a YouTube-on elhangzott interjúban bejelentette, hogy a Brazzersszel kötött szerződést felbontották. 2020 elején visszatért Los Angelesbe.
Lana Rhoades a releváns webhelyeken és fórumokon tapasztalható magas kereslet alapján az egyik  legnépszerűbb  szereplő a pornóiparban, a Pornhubon 2019-ben ő volt a legkeresettebb erotikus női csillag.

## Fordítás
Ez a szócikk részben vagy egészben  a   Lana Rhoades című német Wikipédia-szócikk ezen változatának fordításán alapul.  Az eredeti cikk szerkesztőit annak laptörténete sorolja fel. Ez a jelzés csupán a megfogalmazás eredetét és a szerzői jogokat jelzi, nem szolgál a cikkben szereplő információk forrásmegjelöléseként.